# Jordi Labanda
Jorge Antonio Labanda Blanco  dit Jordi Labanda est un designer et illustrateur, né à Mercedes en Uruguay en 1968. Il vit à Barcelone depuis ses trois ans.

## Biographie
Il fait des études de design industriel à Barcelone, puis devient illustrateur commercial en 1993. Il travaille avec la presse internationale dès 1995. Ses travaux sont apparus dans The New York Times Sunday Magazine, Visionnaire, Tatler, Vogue America, Elle...

## Travail
Il se fait connaître grâce à son style très particulier (un style très moderne, un peu flashy et un dessin au contour apparents). Il travaille essentiellement à la gouache sur papier. 
En 2003, publication d'un livre  sur ses illustrations. J. Labanda fait partie des illustrateurs qui ont donné à l'illustration un rôle très important dans la mode et les médias dans les dernières années,. En 2004, il participe à la campagne d'Adidas En 2006, il ouvre à Barcelone, sa première boutique de vêtements et accessoires, ainsi que de livres et de musiques, choisis par lui.
Sa ligne de produits dérivés de ses illustrations est commercialisée et exportée (cahiers, sacs, stylos) dans le monde.